# Torre Blanca (Cantàbria)
Torre Blanca és una muntanya que es troba al massís dels Urrieles, la secció central dels Picos de Europa. Se situa a la divisòria entre la província de Lleó i Cantàbria.
Amb els seus 2.618,5 metres d'altitud representa el cim més alt de Cantàbria, encara que tradicionalment s'ha atorgat aquest honor al Peña Vieja per trobar-se totalment en territori càntabre. Aquesta cim representa també el punt més occidental de la geografia càntabra.